# Salzwiesen und Weinberg von Selters
Salzwiesen und Weinberg von Selters este o arie protejată (arie specială de conservare — SAC, sit de importanță comunitară — SCI) din Germania întinsă pe o suprafață de 33,7 ha, integral pe uscat.

## Localizare
Centrul sitului Salzwiesen und Weinberg von Selters este situat la coordonatele 50°20′57″N 9°01′59″E / 50.3492°N 9.0331°E.

## Înființare
Situl Salzwiesen und Weinberg von Selters a fost declarat sit de importanță comunitară în aprilie 1999 pentru a proteja 6 specii de animale. Situl a fost protejat și ca arie specială de conservare în martie 2008.

## Biodiversitate
Situată în ecoregiunea continentală, aria protejată conține 3 habitate naturale: Pășuni continentale udate de apa mării, Fânețe de joasă altitudine (Alopecurus pratensis, Sanguisorba officinalis), Păduri de fag Asperulo-Fagetum.
La baza desemnării sitului se află mai multe specii protejate de  păsări (6): porumbel de scorbură (Columba oenas), becațină comună (Gallinago gallinago), gaia neagră (Milvus migrans), gaia roșie (Milvus milvus), mărăcinar (Saxicola rubetra), nagâț (Vanellus vanellus).
Pe lângă speciile protejate, pe teritoriul sitului au mai fost identificate 13 specii de plante, 1 specie de amfibieni, 4 specii de nevertebrate.